# Eliosfera

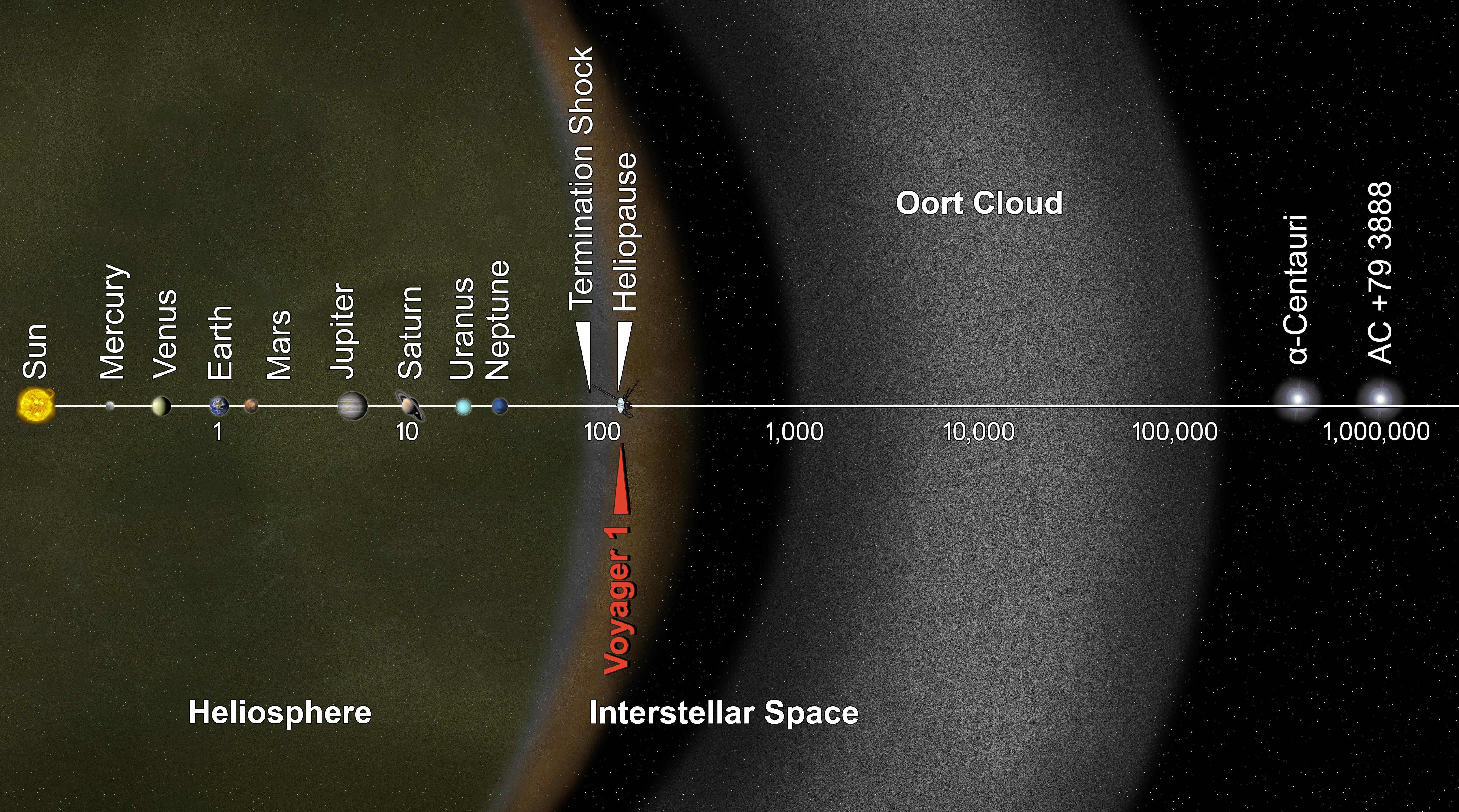

L’eliosfera è quella regione dello spazio che circonda il Sole nella quale la densità del vento solare è maggiore di quella della materia interstellare circostante.
Ha la forma di una gigantesca bolla intorno al Sole, non centrata su di esso, continuamente “gonfiata” dal vento solare per cui i suoi confini hanno una forma irregolare in base alla distribuzione ed intensità del vento che a sua volta dipende dall’attività solare: ha più un aspetto cometario con una coda allungata nel senso opposto al moto del Sole nella galassia.
L'eliosfera fornisce uno scudo contro le radiazioni cosmiche assorbendone gran parte in maniera simile alla protezione offerta dalle magnetosfere planetarie contro il vento solare. La parola "eliosfera" è stata probabilmente coniata da Alexander J. Dessier, a cui si attribuisce il primo uso di questo termine nella letteratura scientifica nel 1967.
Il vento solare soffia indisturbato per miliardi di chilometri (incontrando come ostacoli solo i vari corpi celesti e le loro magnetosfere, se ne possiedono), fino a quando il suo moto rallenta a velocità subsoniche a causa dello scontro con il mezzo interstellare e della pressione che esso esercita. Il vento solare è quindi soggetto a compressione e riscaldamento. La zona dell’eliosfera in cui ciò avviene è denominata termination shock.
La regione più esterna dell’eliosfera è denominata elioguaina (Heliosheath) ed è la zona di transizione tra il termination shock e l’eliopausa che rappresenta il bordo esterno dell’eliosfera, oltre il quale il vento solare si arresta e prevale il mezzo interstellare.
L’eliopausa si può considerare come uno dei confini del Sistema Solare, basato sul criterio dell’influenza del vento solare. Criteri basati sull’attrazione gravitazionale solare sono più labili in quanto la gravità si estende senza limiti, indebolendosi con la distanza. Da notare che la Nube di Oort si trova oltre l’eliopausa ma è legata gravitazionalmente al Sole.
Per mancanza di dati precisi non si è riusciti ancora a stabilire la reale estensione dell'eliosfera; probabilmente, si sviluppa fino a un minimo di tre volte la distanza tra il Sole e Plutone. La parte interna dell'eliosfera è stata studiata dalla sonda Ulysses, mentre si analizzano i dati trasmessi dalle Pioneer 10 e 11 e Voyager 1 e 2, che sono riuscite a spingersi oltre l'orbita di Plutone e a inoltrarsi nello spazio profondo, per valutarne l'estensione e le proprietà nella zona più esterna.
Da giugno 2011 si suppone che l'eliosfera sia piena di 'bolle magnetiche' (ognuna larga circa 1 UA), che creano la "zona schiumosa". Questa teoria spiega le rilevazioni effettuate delle due sonde Voyager.